# Hondryches gueneei
Hondryches gueneei är en fjärilsart som beskrevs av Pierre E.L. Viette 1966. Hondryches gueneei ingår i släktet Hondryches och familjen nattflyn. Inga underarter finns listade i Catalogue of Life.